# Тавернес-Бланкес
Тавернес-Бланкес, Табернес-Бланкес (валенс. Tavernes Blanques (офіційна назва), ісп. Tabernes Blanques) — муніципалітет в Іспанії, у складі автономної спільноти Валенсія, у провінції Валенсія. Населення — 9426 осіб (2010).

## Географія
Муніципалітет розташований на відстані близько 300 км на схід від Мадрида, 4 км на північний схід від Валенсії.

## Демографія
Динаміка населення (INE ):

## Галерея зображень

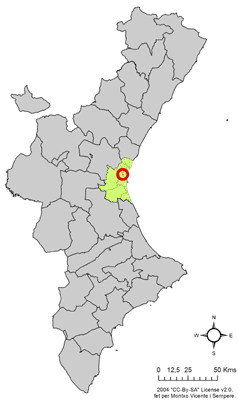
Розташування муніципалітету Тавернес-Бланкес у автономній спільноті Валенсія
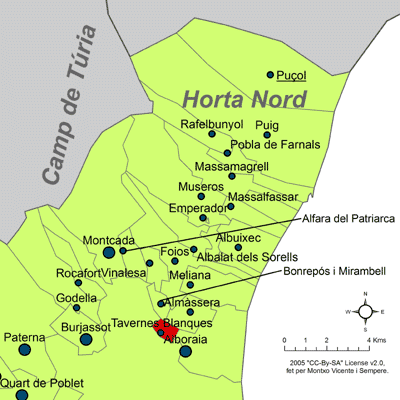
Розташування муніципалітету Тавернес-Бланкес у комарці Уерта-Норте
- Тавернес-Бланкес у 1883 році
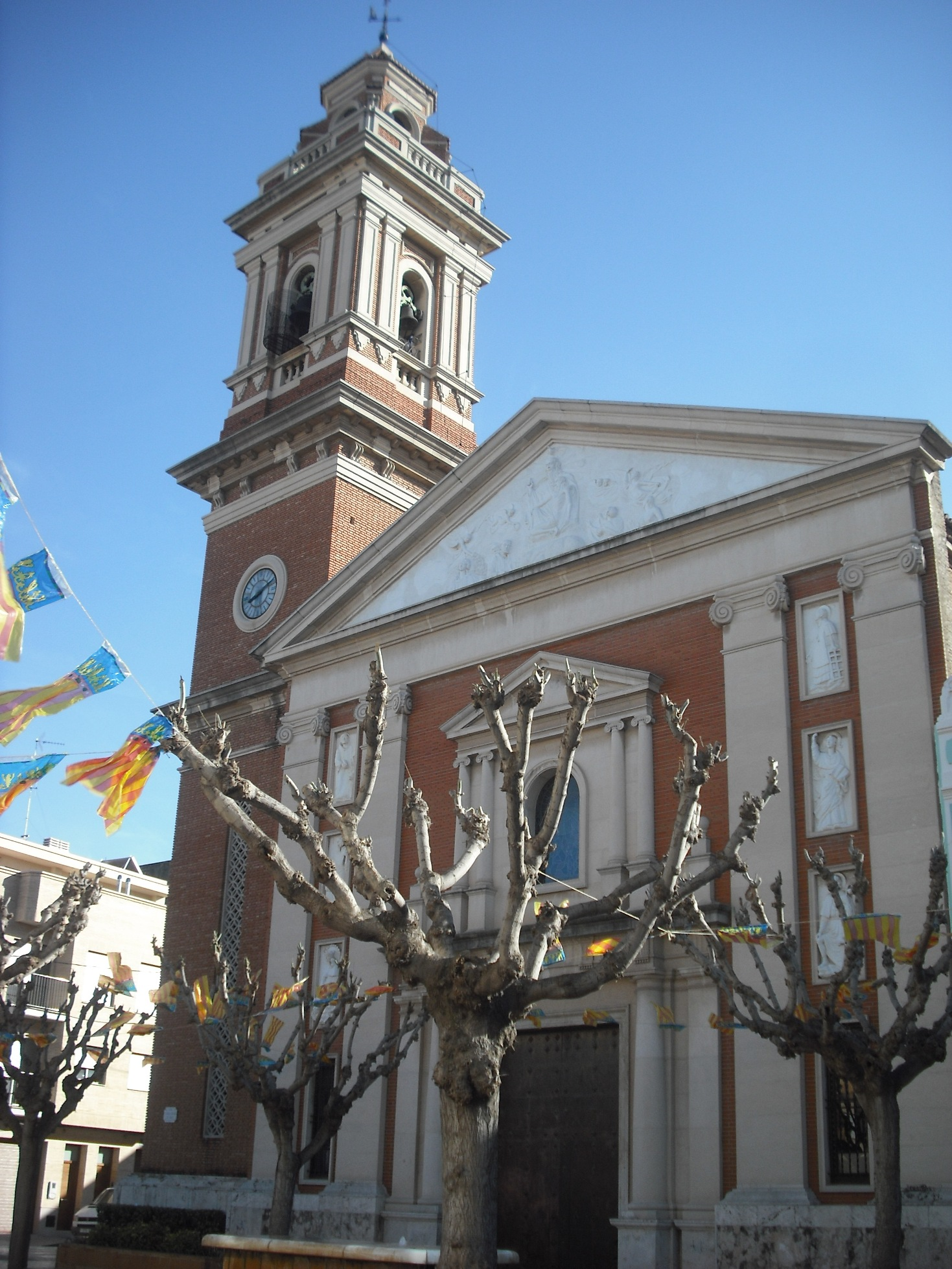
Парафіяльна церква Ла-Тринідад
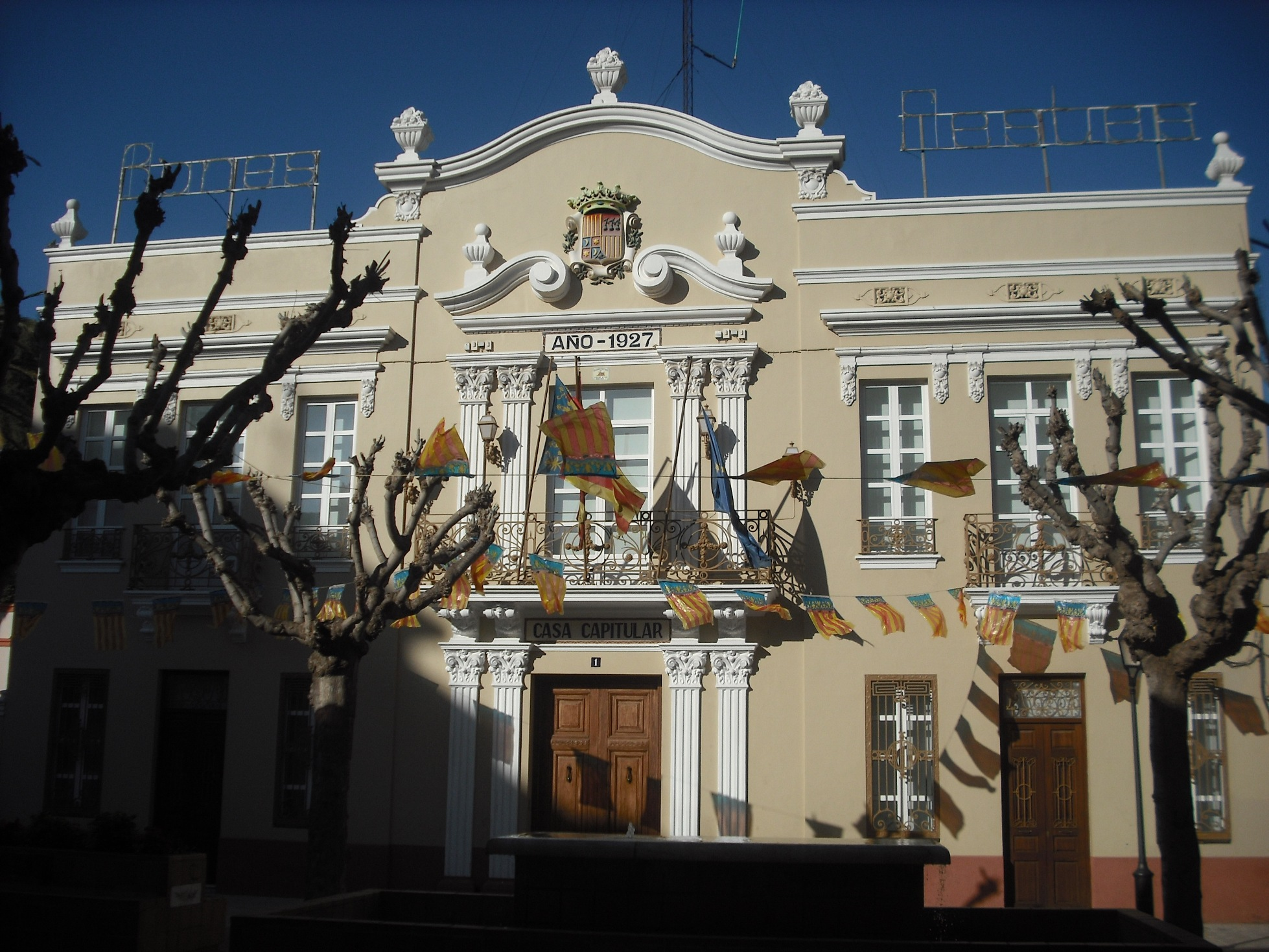
Муніципальна рада
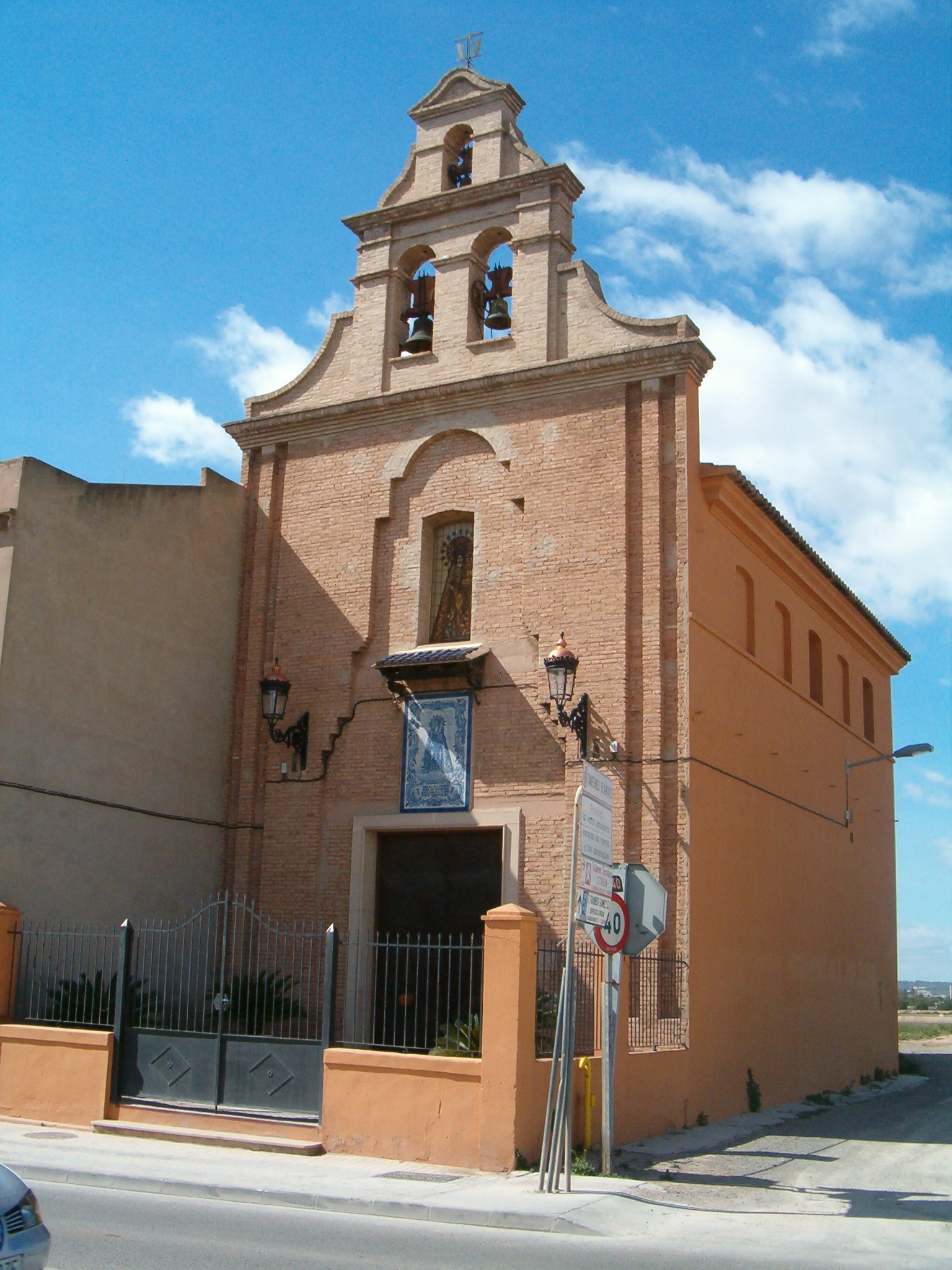
Каплиця Ла-Вірхен-де-лос-Десампарадос-дель-Каррайшет
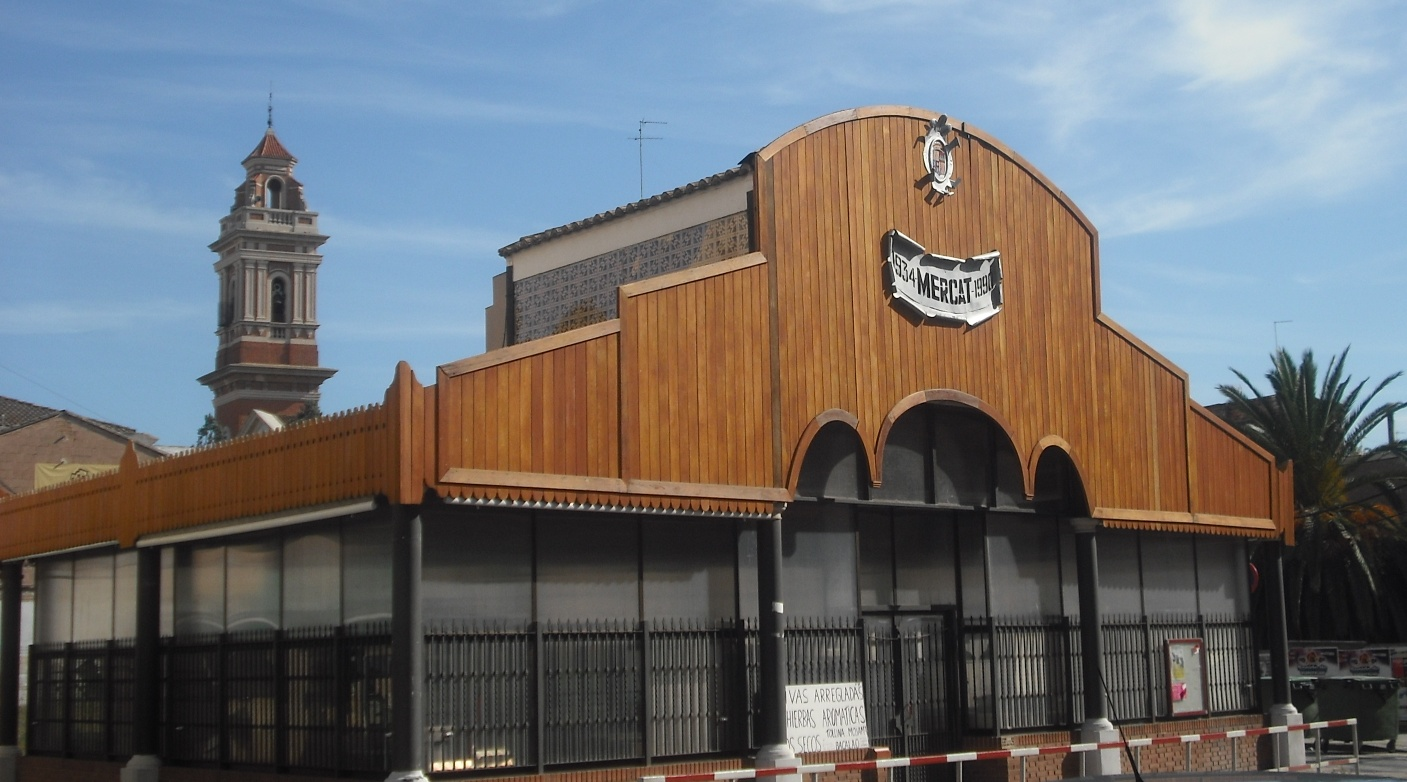
Ринок